# آن جوردون
آن جوردون (بالإنجليزية: Ann Lee)‏ (و. 1967 – م) هي مغنية، وممثلة، من المملكة المتحدة، ولدت في شفيلد.

## روابط خارجية
- آن جوردون على موقع ميوزك برينز (الإنجليزية)
- آن جوردون على موقع ميوزك برينز (الإنجليزية)
- آن جوردون على موقع أول ميوزيك (الإنجليزية)
- آن جوردون على موقع ديسكوغز (الإنجليزية)
- آن جوردون على موقع ديسكوغز (الإنجليزية)